# Irresistible (песня Fall Out Boy)
«Irresistible» (с англ. — «Непреодолимо») — сингл американской рок-группы Fall Out Boy с их шестого студийного альбома American Beauty / American Psycho (2015). 5 января 2015 года был выпущен в качестве второго промосингла с альбома. В США дебютировал на 77 месте, а в Великобритании на 70 месте. В феврале 2015 года был выпущен как третий сингл альбома. Ремикс с участием Деми Ловато была выпущена 16 октября 2015 года и заняла 48 место в Billboard Hot 100. 30 октября еще один ремикс с вокалом Migos и продюсированием Zaytoven был включен в альбом Make America Psycho Again (2015). Является первым треком на шестом студийном альбоме Fall Out Boy American Beauty / American Psycho. Написан Fall Out Boy и спродюсирован Бутчем Уокером и Джейком Синклером. Басист Пит Венц сравнил настроение песни со сценой из фильма «Сид и Нэнси». Он написал: «Иногда трудно не любить то, что может причинить нам боль больше всего».

## Релиз и коммерческий успех
Был выпущен для цифровой загрузки 5 января 2015 года, за 15 дней до официального релиза альбома в США 20 января. В день цифрового релиза достиг вершины в чарте загрузок iTunes. В США достиг 48 места в чарте Billboard Hot 100 и 4 места в чарте Hot Rock & Alternative Songs. В Великобритании достиг 70 места в UK Singles Chart и 1 места в чарте Official Rock & Metal Singles. Использовался WWE для своего мероприятия Extreme Rules (2015), а также в рекламных роликах к мини-сериалу Герои: Возрождение.

## Критика
Получил положительные отзывы музыкальных критиков. Эмили Линднер из MTV News положительно отозвалась о сингле, назвав его «безумным поворотом отчаяния», отметив «уверенность и садизм пыхтящей гитары, гимнообразные тромбоны и припев, идущий из глубины души». Робби Доу Idolator похвалил трек, заметив: «Свидетельствуя о прочной популярности рок-группы, сингл занял первое место в чарте загрузок iTunes». Райан Рид из Rolling Stone также похвалил песню, назвав ее «гимном смертельной любви». Рэйчел Бродски из журнала Spin описала песню как «громкий гимн на железной основе».

## Музыкальное видео
Было выпущено 19 февраля 2015 года, чтобы сопровождать выпуск сингла в Великобритании. Режиссерами выступили Скантрон и Мел Сориа. Видео напоминает VHS запись с плохим монтажом. В нем участники группы бросают вызов профессиональным баскетболистам. Группа терпит серьезное поражение в матче, но им удается забить один мяч в самом конце игры. В конце видео есть отрывок из короткометражного фильма Bedussey (2005) с DVD «Clandestine Industries Presents: Release the Bats» (2005), который якобы является предыдущим слоем видеокассеты, на которую записан «Irresistible».
Версия ремикса с участием Деми Ловато была снята Бренданом Уолтером. Видеоклип был выпущен 5 января 2016 года. В главной роли представлен мопс Дюг. Видео также содержит отсылки к их предыдущим клипам на песни «Centuries», «Sugar, We Goin Down», «Dance, Dance», «Uma Thurman» и официальному видео «Irresistible».
Третье видео было выпущено 5 января 2016 года для версии с участием Ловато. Видео ссылается на музыкальное видео ’N Sync «It’s Gonna Be Me», где участники группы — куклы в магазине игрушек. Куклы Fall Out Boy отвергаются другими, но создают собственную группу. Режиссером видео выступил Уэйн Айшем, а в эпизодах снялись Крис Киркпатрик и Джои Фатон.